# Misure e pesi in Sicilia fino al XVI secolo
Tra il XIII e il XVI secolo nel Regno di Sicilia vennero stabilite diverse norme per l'utilizzo di particolari unità di misura e di peso.

## XIII secolo
Nel capitolo LXII De fideli aestimatione terragiorum facienda, emanato da Giacomo I di Sicilia (1285-1295), si prescriveva sia la cura nella misura delle terre, sia l'utilizzo della salma per la misura degli alimenti.

## XIV secolo
Nei capitoli XX De uno tumino et uno cantario e XLII De mensura perceptionis terragiorum, emanati da Federico III di Sicilia (1295-1337), si stabilì l'utilizzo di due sistemi: nella Sicilia orientale (a est del fiume Salso) dovevano essere utilizzati il tomolo (tuminus) di Siracusa per le superfici e il cantaro (cantarius) e i pesi di Messina per la pesatura; nella Sicilia occidentale si dovevano usare esclusivamente misure e pesi di Palermo. Le unità di misura ufficiali dovevano essere contrassegnate con lo stemma reale.
Una norma del 18 gennaio 1338, emanata durante il regno di Pietro II di Sicilia, stabilì sanzioni per evitare frodi da parte dei misuratori di alimenti, che dovevano avere un tomolo giusto e approvato.

## XV secolo
Tra i capitoli emanati da Alfonso I di Sicilia il 14 gennaio 1433 era incluso il capitolo XXV De mensura victualium che stabiliva nuovamente la divisione tra Sicilia orientale e Sicilia occidentale per le unità di misura degli alimenti: nel Vallo di Mazara doveva essere utilizzata la misura di Palermo mentre in Val di Noto e in Val Demone si doveva usare la misura di Catania.
Tra le norme emanate dallo stesso regnante il 18 maggio 1446 si trovano indicazioni sulle unità in uso: nel Vallo di Mazara era in uso la misura generale, mentre in Val di Noto e in Val Demone era in uso la salma grossa, che «supera la misura generale di 20 ogni centinaio»; poiché in alcuni paesi del Vallo di Mazara era in uso un tomolo maggiore di quello di Licata, Agrigento, Sciacca e Mazara, si ordinò di utilizzare il tomolo di Agrigento nelle terre da Cefalù a Licata e il tomolo di Catania in Val di Noto e in Val Demone; per l'orzo (ordeum) venne stabilita la vendita a salma grossa anche nel Vallo di Mazara.
Altre norme successive rinnovarono l'ordine di utilizzare un unico tomolo nel Vallo di Mazara e l'obbligo di verificare ogni quattro mesi che il tomolo fosse corrispondente al campione ufficiale in pietra.

## XVI secolo
Nel 1509 Ferdinando II, a causa dei numerosi abusi dovuti a quanti pretendevano di avere privilegi o consuetudini diverse, ordinò l'osservanza di quanto stabilito nel capitolo XXV di Alfonso I del 1433.
Con norma del 27 luglio 1529, emanata dal viceré Ettore Pignatelli, duca di Monteleone, durante il regno di Carlo II di Sicilia, si stabilì che a Palermo si dovesse utilizzare una canna generale da otto palmi e che per la vendita dei tessuti dovesse essere realizzato un campione pubblico in rame da otto canne più un quarto di palmo (misura larga) contrassegnato dallo stemma della città.